# Arceuthobium juniperi-procerae
Arceuthobium juniperi-procerae là một loài thực vật có hoa trong họ Santalaceae. Loài này được Chiov. mô tả khoa học đầu tiên năm 1911.